# 巧克力牛奶

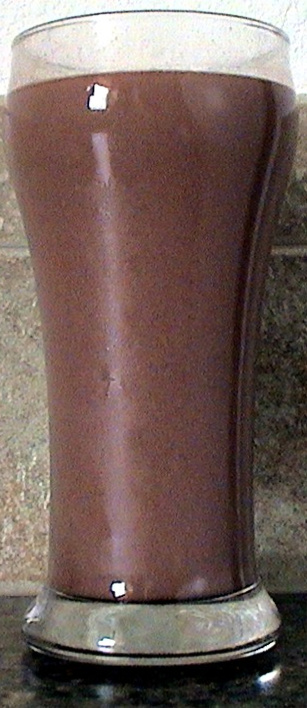
巧克力牛奶

巧克力牛奶（英语：Chocolate Milk），是一種可可味道的牛奶飲料，冷熱飲用皆宜。典型的巧克力牛奶，是牛奶加入可可粉或溶化的巧克力。由於成份以牛奶為主，因此與牛奶一樣較易變壞，需要冷藏保存。